# Monarchisme aux États-Unis
Le monarchisme aux États-Unis est la défense d'une forme monarchique de gouvernement aux États-Unis d'Amérique.
Les deux mouvements monarchiques primaires sont divisés en deux groupes principaux. Les gens qui prônent un retour à la domination britannique, une forme de royalisme ; et des gens qui prônent une nouvelle monarchie américaine, complètement séparée de la Couronne britannique . Un autre groupe comprend des personnes qui plaident pour l'adhésion au Commonwealth des Nations tout en maintenant le gouvernement républicain actuel.
Le retour hypothétique à une monarchie a longtemps été évoqué comme une solution potentielle à de nombreux problèmes tout au long de l'histoire américaine, notamment la guerre de Sécession et la Grande Dépression,.

## Contexte historique

### Amérique britannique

Le drapeau de l'Amérique britannique, qui a été utilisé par les treize colonies américaines quand ils étaient sous domination britannique.

En 1606, le roi Jacques Ier d'Angleterre a accordé des chartes à la Plymouth Company et à la London Company pour établir des colonies permanentes dans les Amériques. La London Company a établi la colonie de Virginie en 1607, la première colonie anglaise permanente sur le continent. La Plymouth Company a fondé la colonie de Popham dans ce qui est aujourd'hui le Maine. Le Conseil de Plymouth pour la Nouvelle-Angleterre a parrainé plusieurs projets de colonisation, pour finalement établir la colonie permanente de Plymouth en 1620, qui a été colonisée par des séparatistes puritains anglais, connus sous le nom de Pèlerins. Les Hollandais, les Suédois et les Français ont également réussi à établir une colonie permanente.
Les colonies américaines de différentes nations européennes (françaises, suédoises et néerlandaises) à peu près en même temps sont finalement tombées sous le règne de la couronne britannique.
En 1765, de nombreux Américains, connus aujourd'hui sous le nom de Patriots, se sont énervés de ce qu'ils considéraient comme une atteinte excessive du gouvernement britannique . Cela a commencé la guerre d'indépendance américaine. Ils ont énuméré leurs reproches dans la déclaration d'indépendance. Essentiellement, de nombreux colons pensaient qu'étant donné qu'ils n'étaient pas directement représentés au Parlement, de nombreuses lois adoptées par le Parlement, et en particulier des lois fiscales telles que la loi sur le sucre et la loi sur le timbre, étaient illégales selon la Déclaration des droits de 1689 et constituaient un déni de leurs droits en tant que citoyen anglais,. Ils ont adopté l'expression « Pas de taxation sans représentation » comme devise officieuse. La guerre d'indépendance prit officiellement fin en 1783 avec la signature du traité de Paris . Cela a marqué la fin officielle de la monarchie aux États-Unis, George III du Royaume-Uni étant le dernier monarque,

### George Washington
Le 22 mai 1782, la lettre de Newburgh fut envoyée à George Washington qui campait à Newburgh dans l'État de New-York; écrit pour les officiers de l'armée par le colonel Lewis Nicola, il proposait que Washington devienne le roi des États-Unis. Washington a réagi très fortement contre la suggestion et en a été très troublé, la rejetant en faveur d'un gouvernement républicain,.

### Schéma prussien

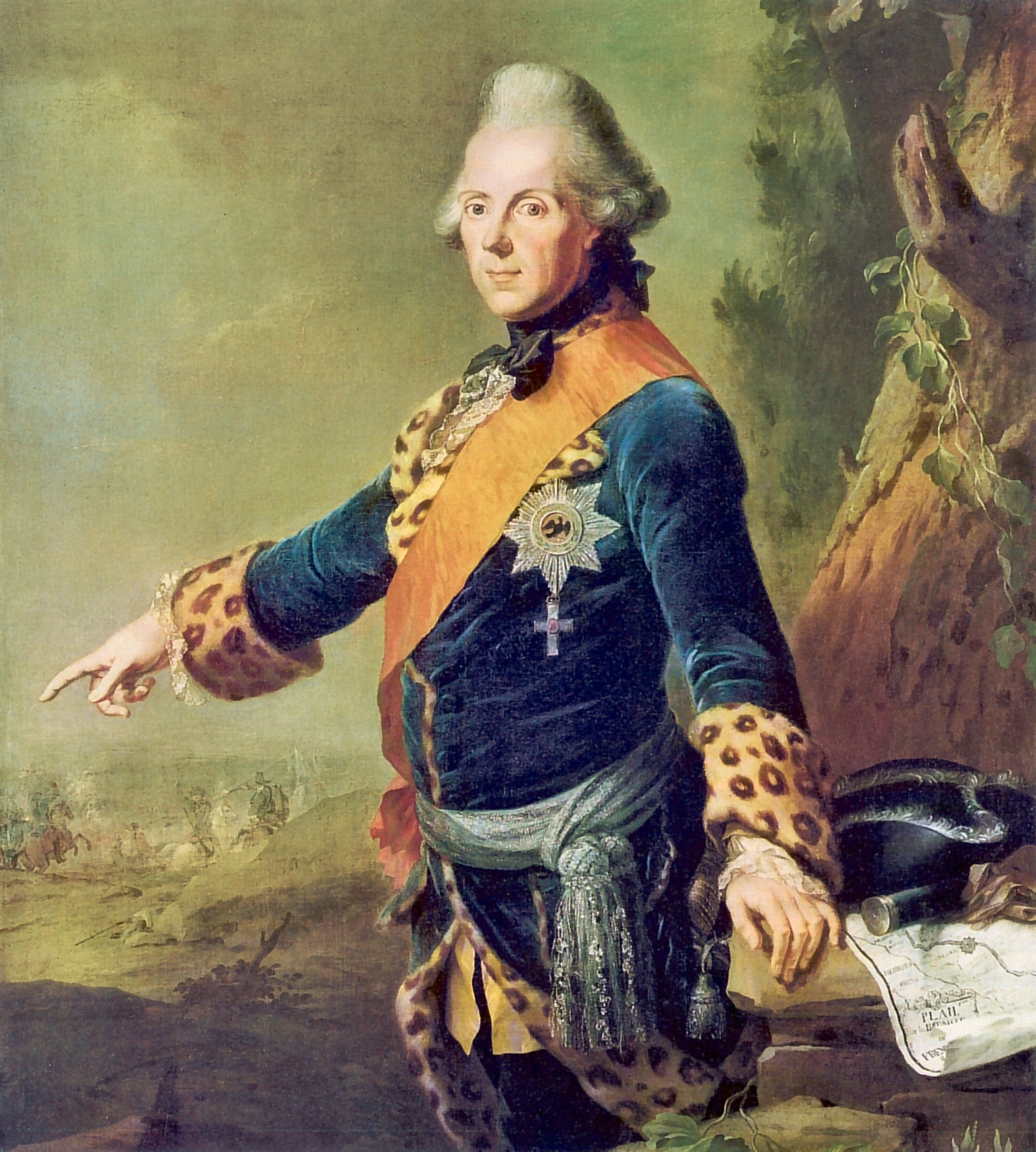
Le prince Henri de Prusse se serait vu offrir le trône hypothétique des États-Unis.

Le schéma prussien est le nom d'une tentative rapportée de 1786 par le président du Congrès continental Nathaniel Gorham, agissant de concert avec d'autres personnes influentes dans le gouvernement des États-Unis, pour établir une monarchie aux États-Unis sous le règne d'Henri de Prusse, un prince de la maison de Hohenzollern, possiblement pour résoudre les crises politiques en cours survenant au cours des derniers jours des articles de la Confédération . La tentative est peut-être morte en raison d'un manque d'intérêt de la part d'Henry, d'une opposition populaire à une proposition supposée impliquant un monarque potentiel différent, de la convocation de la Convention de Philadelphie ou d'une combinaison de celles-ci.
Selon Rufus King, à peu près au même moment où les rumeurs concernant le prince Frédéric circulaient, Nathaniel Gorham correspondait secrètement au prince Henri de Prusse offrant de le créer comme monarque des États-Unis. La version populaire de l'histoire fait décliner Henry en raison du fait qu'il ne croyait pas que le public américain serait susceptible de se soumettre à un roi.

### Convention constitutionnelle de 1787
Alexander Hamilton a soutenu dans un long discours devant la Convention constitutionnelle de 1787 que le président des États-Unis devrait être un monarque électif, régnant pour une « bonne cause » (c'est-à-dire qu'il présiderait à vie, à moins d'être destitué ) et doté de pouvoirs étendus. Hamilton croyait que les monarques électifs avaient suffisamment de pouvoir au niveau national pour résister à la corruption étrangère, mais il y avait suffisamment de contrôle national sur leur comportement pour empêcher la tyrannie à la maison. Hamilton a déclaré : « Et permettez-moi d'observer qu'un cadre est moins dangereux pour les libertés du peuple lorsqu'il est en poste pendant sa vie que pendant sept ans. On peut dire que cela constitue une monarchie élective. . . Mais en soumettant l'exécutif à la destitution, le terme « monarchie » ne peut s'appliquer."  Sa proposition a été massivement rejetée en faveur d'un mandat de quatre ans avec possibilité de réélection.
Dans sa défense ultérieure de la Constitution dans Les Papiers Fédéralistes, il laisse souvent entendre qu'un exécutif à vie pourrait être meilleur, même s'il fait l'éloge du système avec un mandat de quatre ans.

## Partis politiques
Fondée en 1970 par Randall J. Dicks, la Constantian Society était un groupe politique aux  États-Unis consacré à la promotion du système de monarchie constitutionnelle en tant que forme supérieure de gouvernement, bien que ses activités aient cessé avec la mort de ses fondateurs en 1999.
Actuellement, seul le Parti monarchiste américain préconise la restauration de la monarchie dans le cadre d'un retour plus large aux valeurs traditionnelles. Il n'a jamais présenté de candidat à une fonction publique.

## Monarques potentiels

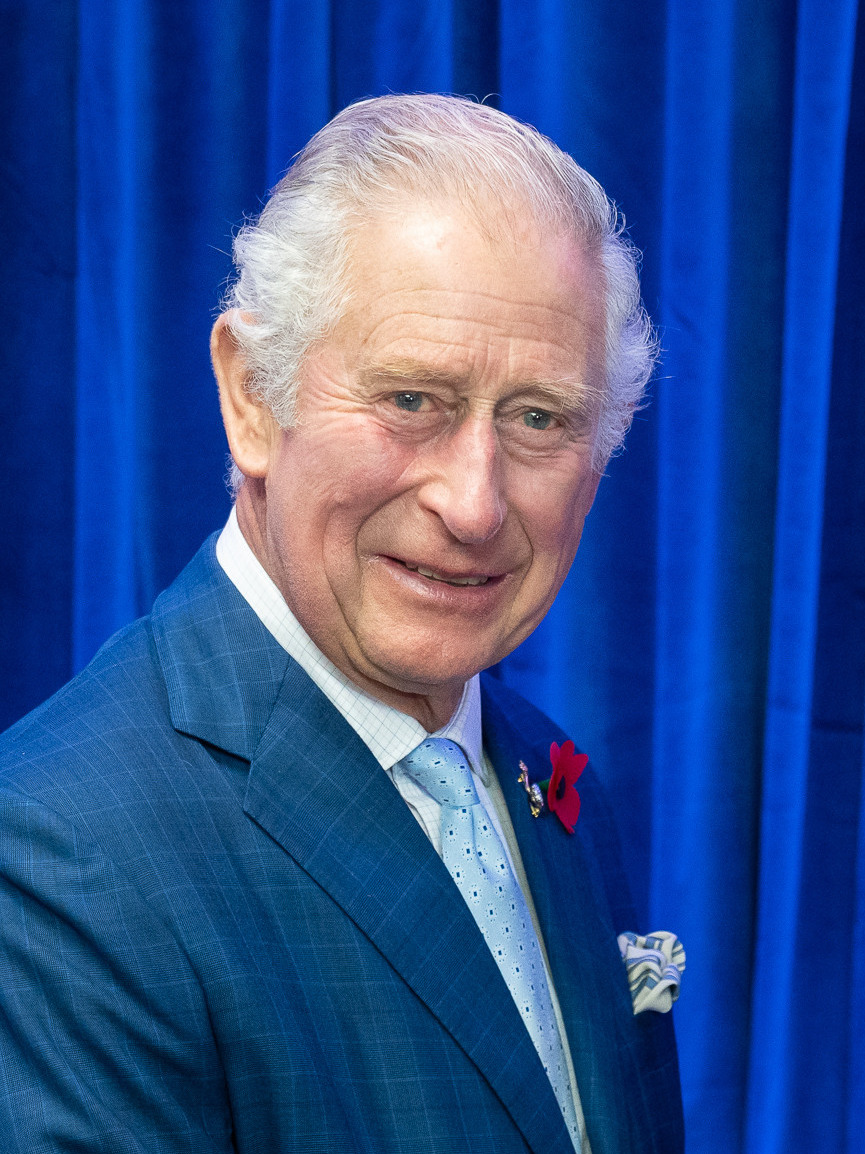
Charles III serait roi des États-Unis si c'était encore une colonie britannique

Il existe plusieurs écoles de pensée sur la façon dont une monarchie fonctionnerait aux États-Unis. Les deux principales idéologies au sein du mouvement sont soit un retour à la domination britannique, soit la formation d'une nouvelle monarchie américaine. D'autres pensent que la formation d'une monarchie ferait le descendant direct le plus proche de George Washington,. Bien qu'il y ait de multiples désaccords sur qui ce serait, le consensus général parmi les historiens et les généalogistes donnerait le titre à Richard Washington du Texas.

## Principaux partisans
- Charles A. Coulombe [18]
- Michael Warren Davis
- Alexander Hamilton
- William S. Lind [19]
- Joshua Norton
- James Strang
- Curtis Yarvin